# Robert F. Broussard
Robert F. Broussard (New Iberia, 1864. augusztus 17. – New Iberia, 1918. április 12.) az Amerikai Egyesült Államok szenátora (Louisiana, 1915–1918).